# Асистентът
„Асистентът“ е български игрален филм (трагикомедия) от 2002 година в копродукция с Италия, по сценарий и режисура на Илия Костов. Оператор е Ярослав Ячев. Музиката във филма е композирана от Стефан Димитров.

## Сюжет
Павел е асистент в киното и в... живота. Живее при родителите на съпругата си, с която вечно са карат за финанси; понася подигравките на тъщата и на тъста, а вечер разказва приказката за Малкия принц на сина си. Мечтата му е да заснеме филм. Но това не е лесно в обрулената ни и мизерна държава. За да му помогне, майка му продава семейното жилище и отива в старчески дом. Идеята на Павел е, когато заснеме филма, с приходите да купи ново жилище. Но сметките му се оказват криви - банката, в която влага парите, фалира. А има и дълг към към Иван Щерев - богаташ-мафиот, меценат на изкуството, бъдещ депутат. Павел припечелва някой друг лев като видеооператор на сватби и кръщенета. По време на една такава сватба, случайно заснема в тоалетната двойка хомосексуални. Единият от тях се оказва самият Иван Щерев. Павел използва видеокасетата, за да шантажира бъдещия депутат. Така, без да иска, се набърква в престъпния свят. Започва да му харесва и замисля удар заедно с приятеля си Стенли - запален киноман. Идеята им е да откраднат пари от престъпници, а тяхна колежка, уж случайно, да заснеме случката. Но следва нов провал... 

## Актьорски състав
| В главните роли                | Изпълнител            |
| ------------------------------ | --------------------- |
| Павел Павлов, асистентът       | Васил Василев-Зуека   |
| Мадлен , съпругата на Павел    | Параскева Джукелова   |
| Стенли, най-добрият му приятел | Николай Сотиров       |
| босът на мутрите               | Иван Иванов           |
|                                | Любен Чаталов         |
| сестрата на Павел              | Елена Кънева          |
| бащата на Мадлен               | Никола Рударов        |
|                                | Гинка Станчева        |
| Иво „Чикагото“                 | Китодар Тодоров       |
| мъжът с китарата               | Димитър Манчев        |
| фотографка                     | Диляна Герова         |
| майката на Павел               | Людмила Чешмеджиева   |
| Янков, шефът на НАТФИЗ         | Стойчо Мазгалов       |
|                                | Силвия Въргова        |
| Венчето Павлова, актриса       | Лиляна Ковачева       |
|                                | Александър Дайчев     |
|                                | Ани Сотирова          |
|                                | Ани Спасова           |
|                                | Анриета Далова        |
|                                | Асен Георгиев         |
|                                | Богдана Вульпе        |
|                                | Бранимир Маринов      |
|                                | Бранко Банков         |
|                                | Валерия Ранчева       |
| шефа на пловдивския бар        | Венцислав Божинов     |
|                                | Виктор Петров         |
|                                | Виктор Бисеров        |
|                                | Виктор Петров         |
|                                | Влади Киров           |
|                                | Владимир Колишки      |
|                                | Вячеслав Анев         |
|                                | Георги Думбев         |
|                                | Георги Кривошиев      |
|                                | Детелин Кандев        |
|                                | Димитър Кузев         |
|                                | Добри Добрев          |
|                                | Елвира Иванова        |
|                                | Елеонора Милчева      |
|                                | Иван Киров            |
|                                | Иван Панев            |
|                                | Илия Костов           |
|                                | Йоан Делчев           |
|                                | Йонка Илиева          |
|                                | Йордан Биков          |
|                                | Йорданка Помпилачкова |
|                                | Кирил Ефремов         |
|                                | Красимир Деновски     |
|                                | Магдалена Декало      |
|                                | Максим Генчев         |
|                                | д-р Марин Донов       |
| съученичка на Венчето          | Мария Стефанова       |
|                                | Марлена Тодорова      |
|                                | Мая Петрова           |
|                                | Мая Стефанова         |
|                                | Николай Атанасов-Шуши |
|                                | Мила Стоева           |
|                                | Николай Вълчинов      |
|                                | Николай Хаджиев       |
|                                | Николай Хаджиминев    |
|                                | Огнян Дойчев          |
|                                | Петко Русев           |
|                                | Росен Белов           |
|                                | Румен Ценов           |
|                                | Светла Рудева         |
|                                | Свилен Лазаров        |
|                                | Свилен Тонев          |
|                                | Стефан Попов          |
|                                | Стойчо Шишков         |
|                                | Татяна Пенчева        |
|                                | Христина Маркова      |
|                                | Явор Манолов          |
|                                | Кристиян Красимиров   |